# Lexington, Kentucky
Lexington är en stad och administrativ huvudort (county seat) i Fayette County och är den näst största staden i den amerikanska delstaten Kentucky. Staden har 322 570 invånare (2020), på en yta av 739,57 km². Staden fick sitt namn efter Slaget vid Lexington som ägde rum i Lexington, Massachusetts. 
Lexington ligger i Bluegrassregionen och är känd som USA:s huvudstad för hästuppfödning. I staden ligger bland annat Kentucky Horse Park, The Red Mile och Keenland racetrack. Ryttar-VM 2010 arrangerades i staden mellan den 25 september och den 10 oktober 2010.

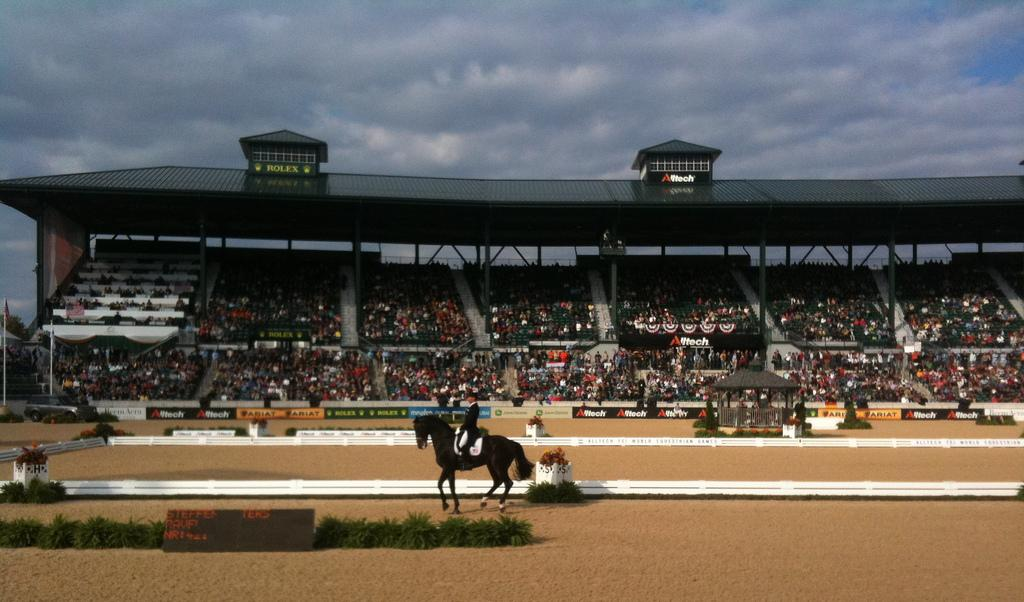
Steffen Peters på Ravel under lagtävlingen i Dressyr på den nya utomhus arenan i Kentucky Horse Park.

En bit utanför staden inträffade i augusti 2006 en flygolycka som krävde 49 dödsoffer, se Comair Flight 5191.

## Kända personer
- Walker Buehler - Basebollspelare